# Leptopterna
Leptopterna är ett släkte av insekter. Leptopterna ingår i familjen ängsskinnbaggar.
Kladogram enligt Catalogue of Life och Dyntaxa:
| Leptopterna | \| \| Leptopterna amoena \| \| \| \| \| \| Leptopterna dolabrata \| \| \| \| \| \| Leptopterna ferrugata \| \| \| \| |
|             | \| \| Leptopterna amoena \| \| \| \| \| \| Leptopterna dolabrata \| \| \| \| \| \| Leptopterna ferrugata \| \| \| \| |
|             | Leptopterna amoena                                                                                                   |
|             | |
|             | Leptopterna dolabrata                                                                                                |
|             | |
|             | Leptopterna ferrugata                                                                                                |
|             | |

## Bildgalleri

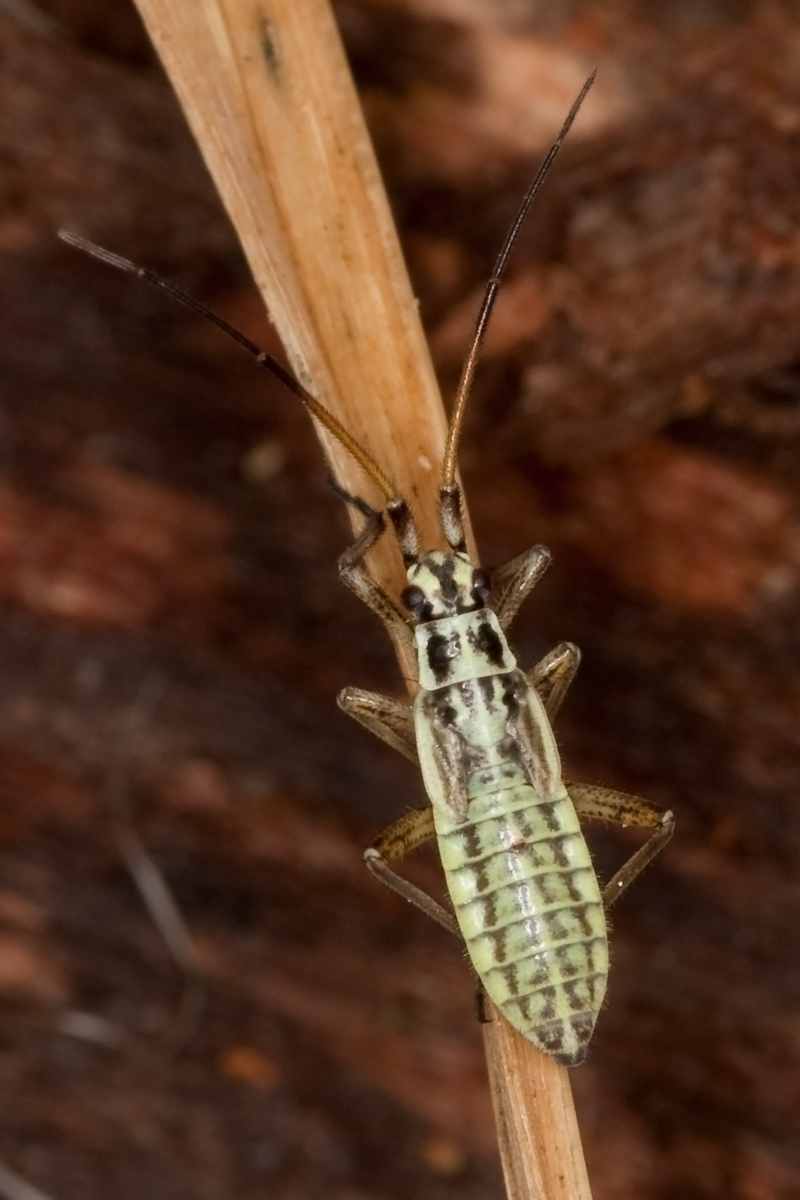
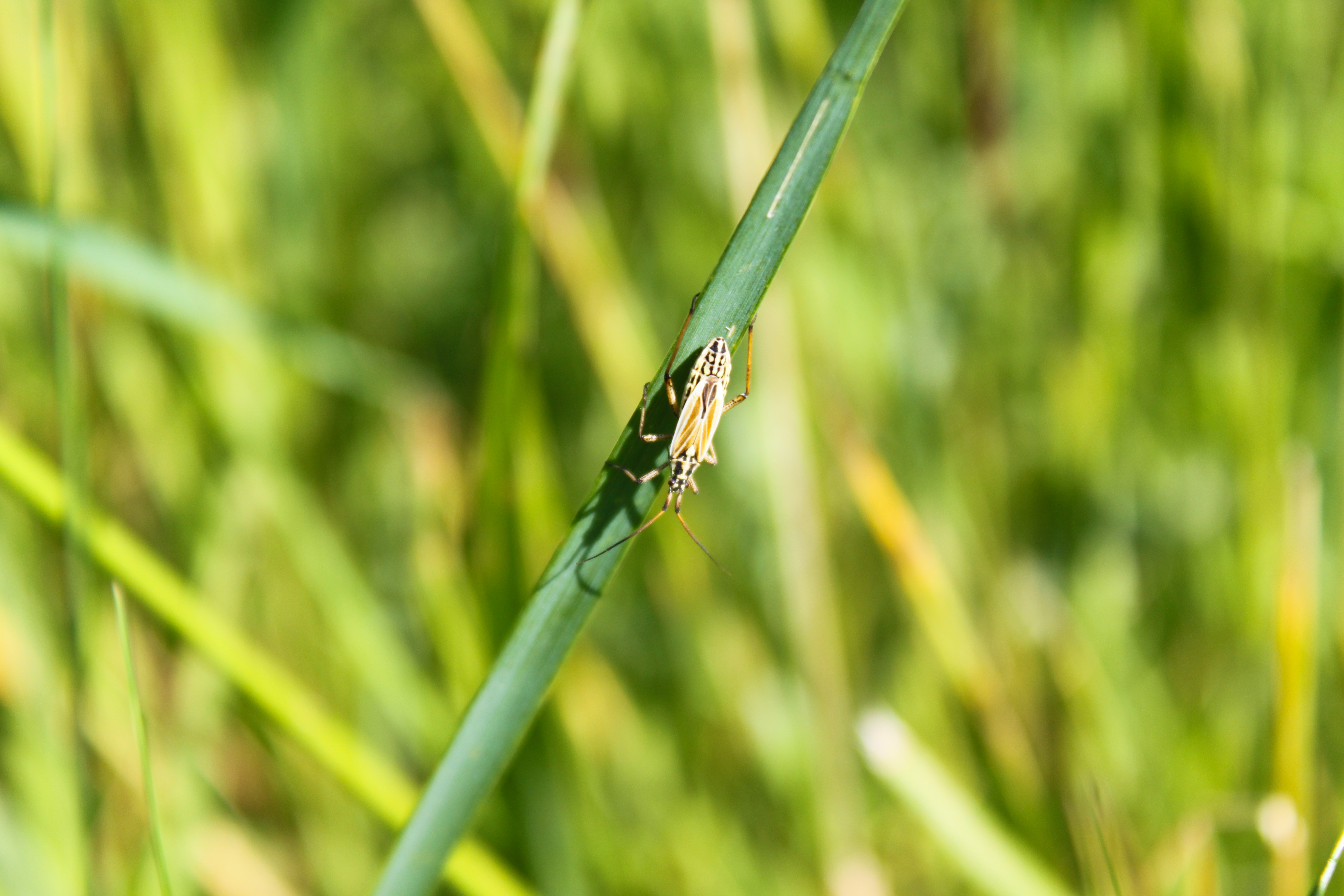
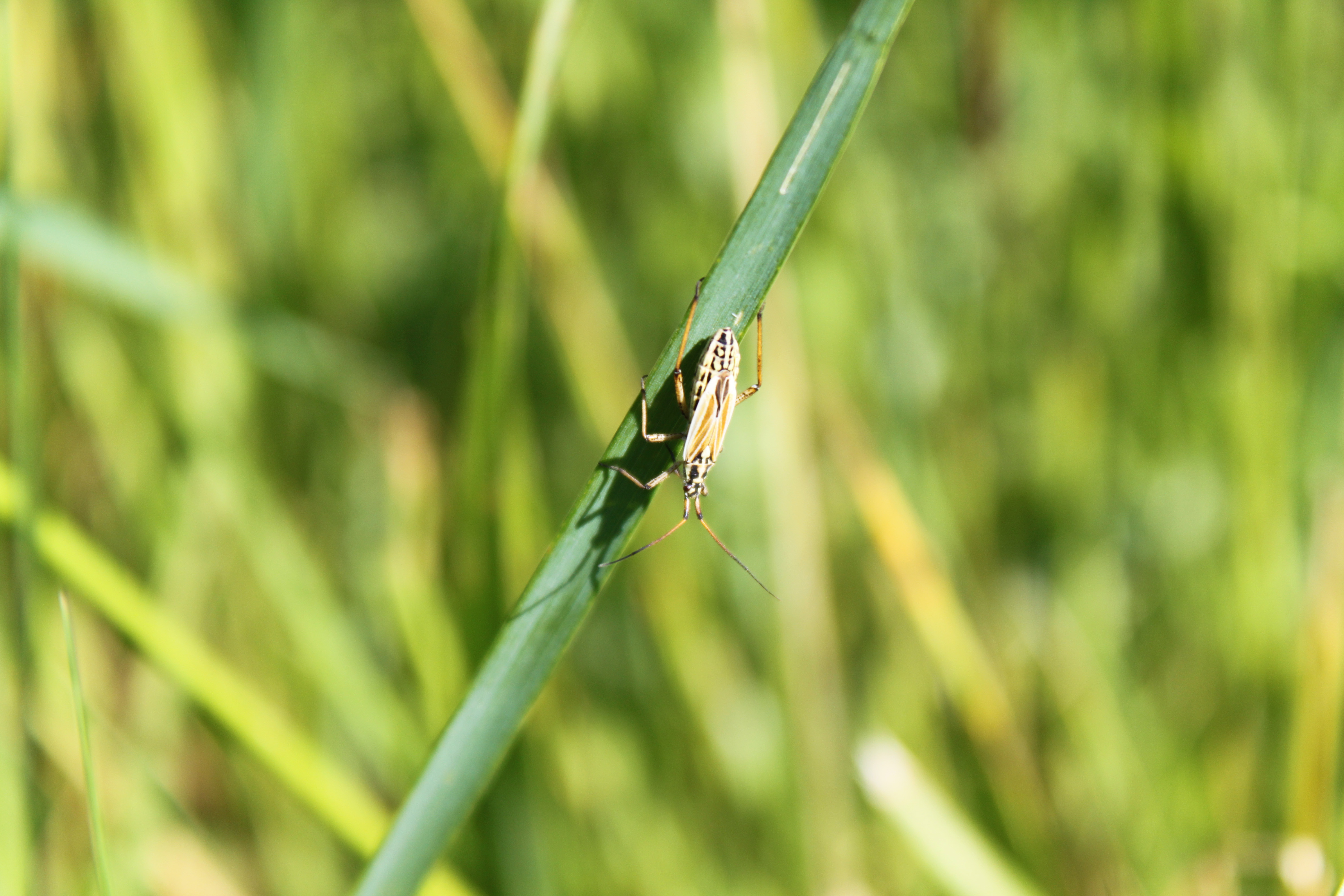
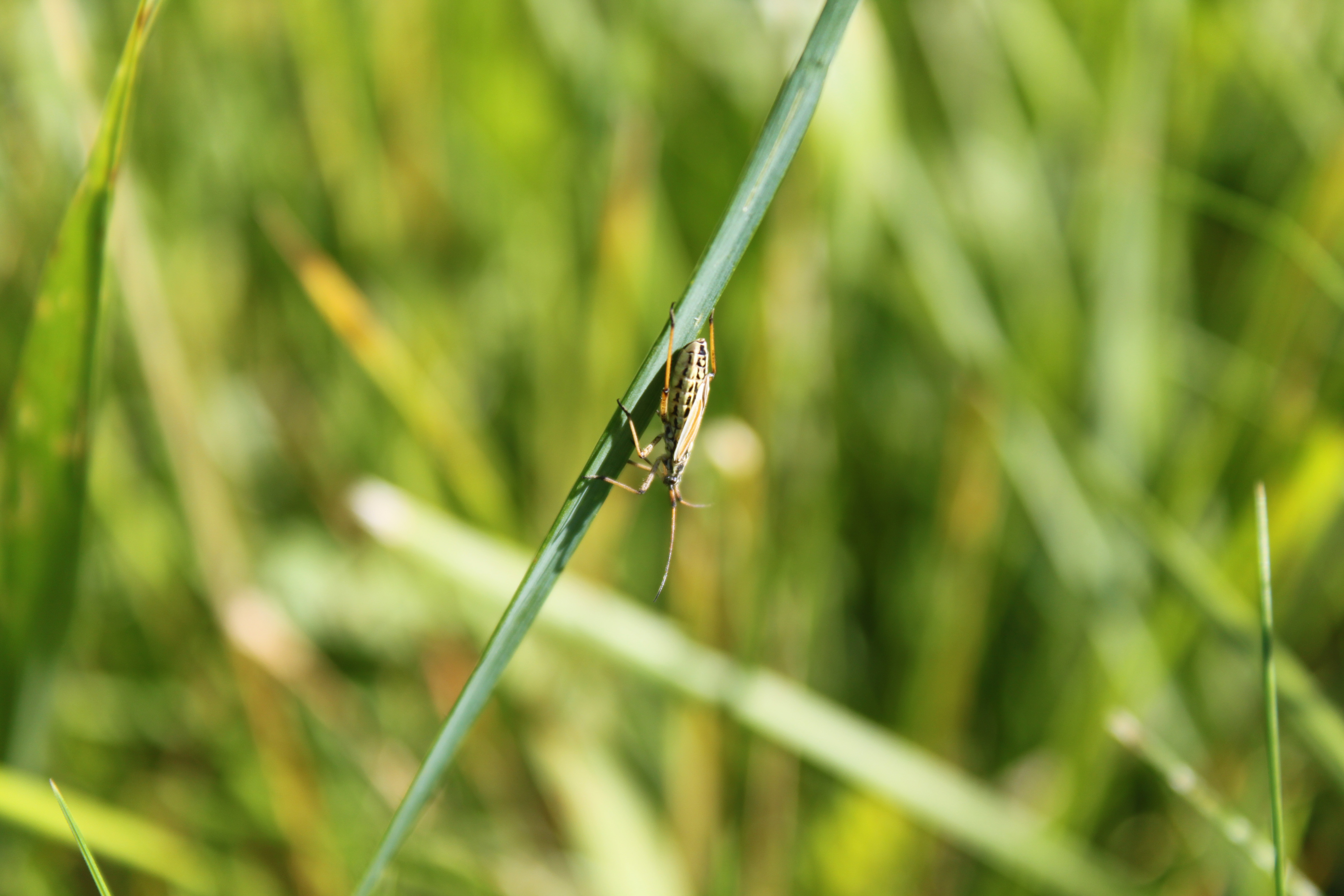
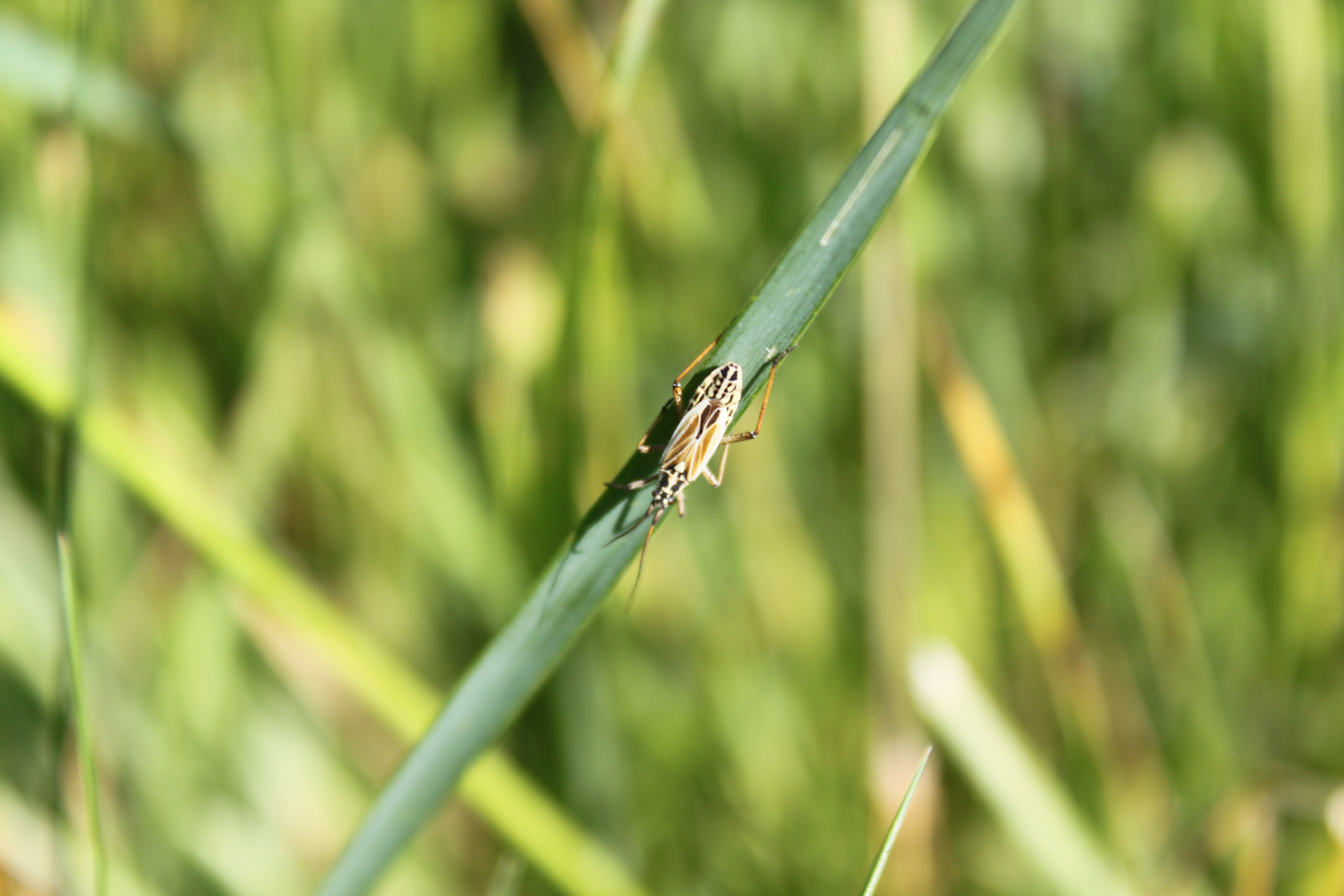
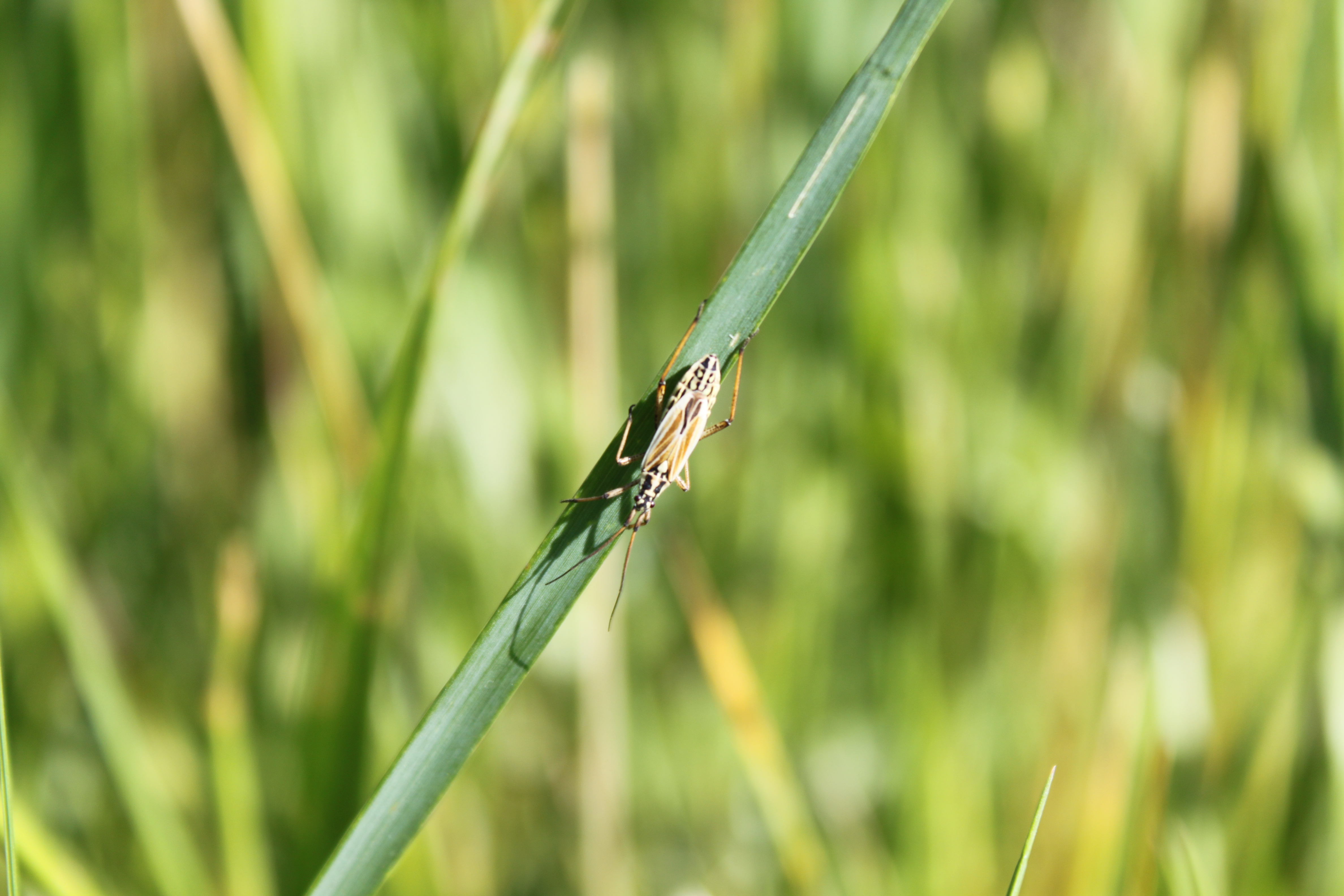